# Moron
Moron (em crioulo: Mowon), é uma comuna do Haiti, situada no departamento do Grande Enseada e no arrondissement de Jérémie.